# Charles Francis Curtiss
Charles Francis Curtiss (Chicago, 4 de abril de 1921 – Madison, Wisconsin, 24 de dezembro de 2007) foi um químico estadunidense.
Curtiss estudou na Universidade do Wisconsin-Madison, obtendo o bacharelato em 1942. Na Segunda Guerra Mundial trabalhou como químico no Laboratório de Geofísica do Carnegie Institution for Science em Washington, D.C. e no Allegany Ballistics Laboratory em Maryland. Em 1946 esteve novamente na Universidade do Wisconsin-Madison, onde obteve em 1948 um doutorado, orientado por Joseph Hirschfelder. Em 1949 foi professor assistente da University of Wisconsin, em 1954 professor associado e em 1960 professor. Em 1989 tornou-se professor emérito.
Recebeu a Medalha Bingham de 1987 e a Medalha Eringen de 1994. Foi fellow da American Physical Society.

## Obras
- com Hirschfelder, R.B. Bird Molecular Theory of Gases and Liquids, Wiley 1954, 1964
- com R.B. Bird: Fascinating Polymeric Liquids, Physics Today, Volume 37, 1984, p. 36
- com R.B. Bird, R. C. Armstrong, O. Hassager: Dynamics of Polymeric Liquids, Volume 2 Kinetic Theory, Wiley 1977, 1987
- Intermolecular Contributions to the Stress Tensor of Polymeric Systems, J. Chem. Phys., Volume 95, 1991, p. 1345
- The Time Evolution of the Pair Distribution Function of Polymeric Systems, Theor. Chim. Acta, Volume 82, 1992, p. 75
- com Hirschfelder Integration of stiff equations,  Proc. Nat. Acad. Sci. U.S.A., Volume 38, 1952, 235–243.